# إدوارد جيمس يونغ
إدوارد جيمس يونغ هو سياسي كندي، ولد في 16 يناير 1878 في وينيبيغ في كندا، وتوفي في 17 أكتوبر 1966 في تورونتو في كندا. حزبياً، نشط في الحزب الليبرالي الكندي. وقد انتخب عضو مجلس العموم الكندي.